# Ann Robinson
Pour les articles homonymes, voir Robinson.
Ann Robinson est une actrice américaine née le 25 mai 1929 à Hollywood, Californie (États-Unis).

## Biographie
Robinson est né à l'Hôpital d'Hollywood en Californie. Elle a fréquenté le lycée d'Hollywood. Son père était employé par la Bank of Hollywood, au coin de Hollywood et de Vine. Il lui a appris à monter à cheval dès l'âge de trois ans. Robinson est donc devenue une cavalière accomplie, ce qui lui a permis de réaliser son premier travail professionnel à Hollywood en tant que cascadeuse dans le film La Femme sans loi avec Shelley Winters. 
En 1957, elle embarque au Mexique pour épouser le matador Jero Bravo, avec qui elle a eu deux fils. Jaime A. Bravo Jr (directeur de télévision pour ABC Sports et ESPN) et Estefan A. Bravo (acteur vu dans White Trash Wins Lotto, une comédie musicale d'Andy Prieboy). Pendant son séjour au Mexique, Robinson a joué un rôle mineur à Hollywood, principalement des films de science-fiction. Le couple a divorcé en 1967. Le 2 février 1970, Bravo est tué dans un accident de voiture alors qu'il se rendait à une corrida. 
En 1987, Robinson épouse Joseph Valdez, courtier immobilier et chef d'entreprise, en Californie, où il s'installe dans le quartier Echo Park de Los Angeles.

## Filmographie
- 1950 : J'étais une voleuse de Charles Lamont : Sales Clerk
- 1950 : L'Esclave du gang (The Damned Don't Cry) : Girl at Poolside in Home Movie
- 1950 : Ma vie à moi (A Life of Her Own)
- 1951 : La Flamme du passé (Goodbye, My Fancy) : Clarisse Carter
- 1951 : Une vedette disparaît (Callaway Went Thataway) : Hatcheck Girl at Mocambo's
- 1951 : Face à l'orage (I Want You) de Mark Robson : Gloria
- 1952 : À feu et à sang (The Cimarron Kid) : Lola Plummer
- 1952 : Le Fils d'Ali Baba : Girl at Palace
- 1953 : La Cité sous la mer (City Beneath the Sea) : Girl in Bar
- 1953 : Les Frontières de la vie (The Glass Wall) : Nancy
- 1953 : La Guerre des mondes (The War of the Worlds) de Byron Haskin : Sylvia Van Buren
- 1953 : Éternels Ennemis (Bad for Each Other) : Lucille Grellett
- 1954 : La police est sur les dents (en) (Dragnet) de Jack Webb : Officer Grace Downey
- 1956 : Deux Frères face à face (en) (Gun Brothers) : Rose Fargo
- 1956 : Le Diabolique M. Benton (Julie) : Valerie
- 1957 : Gun Duel in Durango (en) : Judy
- 1958 : Damn Citizen : Cleo
- 1959 : Mirage de la vie (Imitation of Life) : Showgirl
- 1961 : Alfred Hitchcock présente (série TV) (1 épisode)
- 1988 : Midnight Movie Massacre : Dr Van Buren
- 1988-1990 : War of the Worlds : Sylvia van Buren
- 2005 : The Naked Monster de Ted Newsom : Dr Sylvia Van Buren
- 2005 : La Guerre des mondes (War of the Worlds) : La grand-mère